# Салют-3
Орбитальная космическая станция «Салю́т-3» («Алмаз-2», ОПС-2 или 11Ф71 № 0102) по программе военных орбитальных пилотируемых станций СССР «Алмаз» массой 18,5 т была выведена на орбиту ракетой-носителем «Протон» 25 июня 1974 года в 1 час 38 минут (ДМВ, UTC+3). Перигей орбиты составлял 219 км, апогей — 270 км, наклонение 51,6°. Станция пробыла на орбите полных 213 суток и ещё 1 неполные, до 24 января 1975 года: первые 10 суток работала без экипажа, затем она обеспечивала пилотируемый полёт с первым экипажем («Союз-14») в течение 13 полных суток и ещё нескольких часов, в период 5-19 июля 1974 года, а далее, последние 190 неполных суток, снова работала в автоматическом режиме (т.е. без экипажа).
Предыдущая станция «Салют-2» («Алмаз», ОПС-1 или 11Ф71 № 0101) по военной программе «Алмаз» была выведена на орбиту 3 апреля 1973 года, однако на 13-е сутки полёта произошла её разгерметизация. 28 мая 1973 станция вошла в плотные слои атмосферы и прекратила существование.
Второй космический корабль «Союз-15» должен был пристыковаться 27 августа 1974 года, но из-за неисправности в системе сближения и стыковки «Игла» стыковка была отменена, экипаж вернулся на Землю.
23 сентября возвращаемая капсула спуска специнформации (КСИ) 11Ф76 (автономный спускаемый аппарат) доставила на Землю фотоплёнки и другие материалы.
Орбитальная пилотируемая станция по команде ЦУПа была сведена с орбиты и прекратила существование 24 января 1975 года: она была затоплена в Тихом океане.

## Экспедиции
- «Союз-14» (3.07.1974 — 19.07.1974) — командир, полковник Павел Попович и бортинженер, подполковник Юрий Артюхин, стыковка 4 июля 1974 г. Программа полёта выполнена.
- «Союз-15» (26.08.1974 — 28.08.1974) — командир, подполковник Геннадий Сарафанов и бортинженер, полковник-инженер Лев Дёмин — стыковка не состоялась.

## Устройство станции
«Салют-3», как и «Салют-2» и «Салют-5» — орбитальные станции военного назначения (КБ Челомея), разрабатывались по программе «Алмаз» для фототелевизионного наблюдения за поверхностью Земли. В советских средствах массовой информации описания устройства этих станций никогда не было. Если необходимо было проиллюстрировать работу советских космонавтов на «Салют-3» или «Салют-5» — художник изображал ОС «Салют-1» или «Салют-4».
Станция «Салют-3» была рассчитана на полёт двух космонавтов.

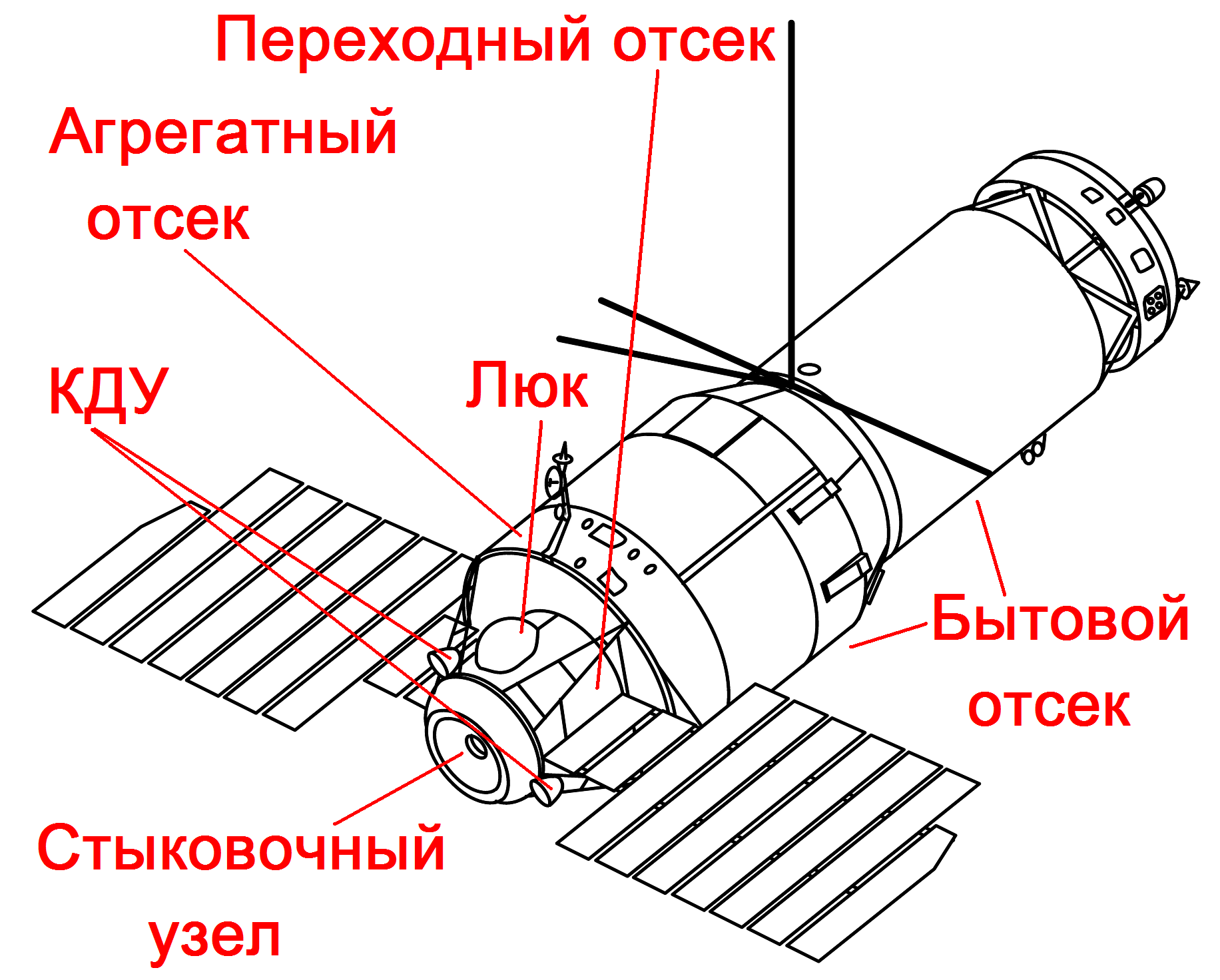
«Салют-3»

Основой орбитальной станции «Салют-3» является рабочий отсек (РО), представляющий собой цилиндр малого диаметра (диаметр 2,9 м, длина 3,5 м), соединённый конусной проставкой с цилиндром большого диаметра (диаметр 4,15 м, длина 2,7 м). Торцевые поверхности рабочего отсека образованы сферическими оболочками. Внутри корпуса по периметру установлена рамная конструкция, на которой закреплены агрегаты и узлы. Внутренним сечением рама образует квадрат, свободное пространство которого являлось обитаемой зоной для экипажа. Изнутри рама закрыта съёмными панелями, для удобства окрашенными в разные цвета (условный «пол», «потолок» и «стены»). В цилиндре малого диаметра размещаются центральный пост управления станцией, зона отдыха, места для хранения и принятия пищи, спальные места. В цилиндре большого диаметра размещаются научное оборудование, спортивные тренажёры, предназначенные для коррекции отрицательного влияния невесомости на организм космонавтов, в отдельном изолированном отсеке — космический туалет.
Снаружи корпус станции покрыт экранно-вакуумной изоляцией, препятствующей перегреву на освещённой Солнцем части орбиты и охлаждению в тени Земли. Также экранно-вакуумная изоляция защищает станцию от микрометеоритов. Под «нижней стороной» цилиндрической части малого диаметра бытового отсека находятся радиаторы системы терморегуляции, излучающие излишнее тепло в космическое пространство.
Газовый состав атмосферы на борту станции «Салют-3» по составу близок к Земному, поддерживались нормальное давление и температура.
Углекислый газ, образовывавшийся при дыхании космонавтов, поглощался в регенеративных патронах, при происходящей химической реакции в атмосферу станции выделялся кислород.
К заднему концу цилиндра большого диаметра рабочего отсека прикреплён по периметру агрегатный отсек (АО), в котором размещалась объединённая двигательная установка, которая работала на двухкомпонентном высококипящем ракетном топливе и топливные баки. Корректирующая двигательная установка (КДУ) и двигатели системы ориентации работали на общем топливе (тетраоксид диазота + несимметричный диметилгидразин), благодаря чему полёт станции не мог быть прерван из-за того, что закончилось однокомпонентное топливо для двигателей системы ориентации.

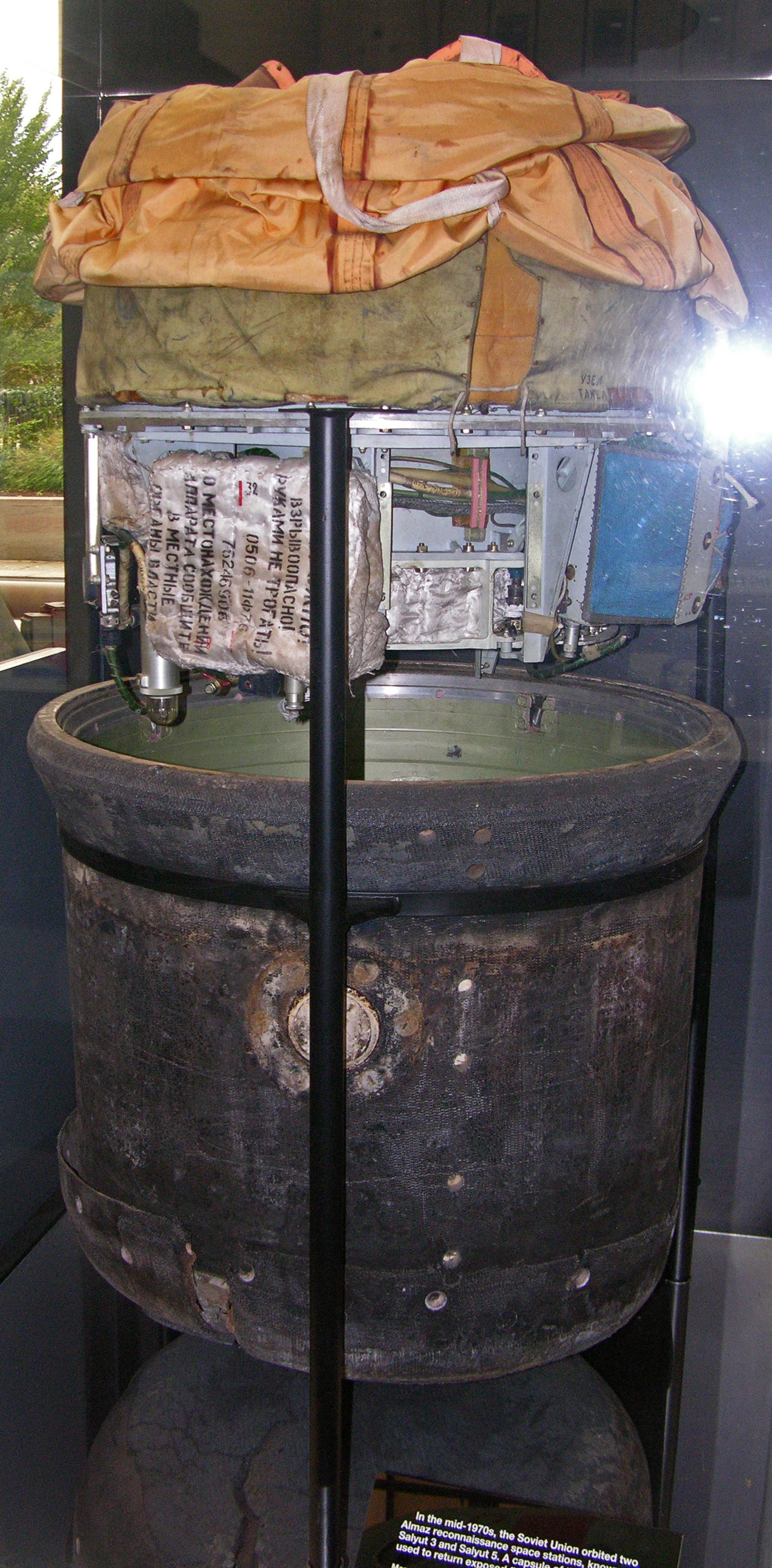
Капсула спуска информации

По центру заднего конца цилиндра большого диаметра рабочего отсека находился переходной отсек (ПхО), отделённый люком с герметичной крышкой. На заднем конце переходного отсека — пассивный стыковочный узел, снабжённый люком с герметичной крышкой для перехода в возвращаемый аппарат (ВА) 11Ф74, транспортный корабль снабжения (ТКС) 11Ф72 или транспортный космический корабль «Союз». На боковой поверхности переходного отсека — технологический люк для проникновение внутрь станции при сборочно-монтажных работах на Земле, а также теоретически люк мог служить для выхода космонавтов в открытый космос, однако на станциях «Салют-3» и «Салют-5» такая работа не планировалась, т.к. отсутствовали скафандры. Снаружи переходного отсека были установлены две поворотные солнечные батареи («крылья»).

В переходном отсеке была шлюзовая камера для проведения научных экспериментов, а также манипулятор для установки в шлюзовую камеру капсулы спуска информации (КСИ, изделие 11Ф76). В капсулу (автономный спускаемый аппарат) загружалась фотоплёнка и другие материалы, требующие срочной доставки на Землю. Капсула выталкивалась из шлюзовой камеры станции в открытый космос, ракетные двигатели, работающие на сжатом азоте, её ориентировали нужным образом, для торможения включался твердотопливный ракетный двигатель. Капсула переходила на баллистическую траекторию спуска через плотные слои атмосферы, затем приземлялась на парашюте. Если бы капсула приземлилась за пределами территории СССР — было бы активировано подрывное устройство (автомат подрыва объекта - АПО), полностью уничтожающее доставленные на Землю секретные материалы. 

## Линейка событий
В этом разделе в таблице кратко описана последовательность всех событий стыковки/расстыковки орбитальной станции «Салют-3» с космическими кораблями.
Всего в таблице присутствует 5 событий. Соответственно орбитальная станция 11Ф71 «Салют-3» находилась на орбите в 4 промежуточных состояниях. Эти состояния делятся на две группы:
1) орбитальная станция «Салют-3» не состыкована ни с одним космическим кораблём (зелёный цвет в таблице) — 3 состояния;
2) орбитальная станция «Салют-3» состыкована с одним космическим кораблем (красный цвет в таблице) — 1 состояние.
| №                                                   | Дата                                             | Действие                                                                   | Корабль                         | Экипаж           |
| 1                                                   | 1974-06-25 01:38 (московское время (ДМВ), UTC+3) | Запуск                                                                     | «Салют-3» (орбитальная станция) | —                |
| Состояние на орбите: станция «Салют-3»: без экипажа |                                                  |                                                                            |                                 |                  |
| 1-й экипаж                                          |                                                  |                                                                            |                                 |                  |
| 2                                                   | 1974-07-05                                       | Стыковка                                                                   | «Союз-14» (1-й пилотируемый)    | Попович, Артюхин |
|                                                     |                                                  | Состояние на орбите: комплекс «Салют-3»-«Союз-14»: экипаж Попович, Артюхин |                                 |                  |
| 3                                                   | 1974-07-19 12:03 (московское время (ДМВ), UTC+3) | Расстыковка                                                                | «Союз-14» (1-й пилотируемый)    | Попович, Артюхин |
| Состояние на орбите: станция «Салют-3»: без экипажа |                                                  |                                                                            |                                 |                  |
| Неудачная стыковка                                  |                                                  |                                                                            |                                 |                  |
| 4                                                   | 1974-08-27                                       | Стыковка не состоялась                                                     | «Союз-15» (2-й пилотируемый)    | Сарафанов, Дёмин |
| Состояние на орбите: станция «Салют-3»: без экипажа |                                                  |                                                                            |                                 |                  |
| 5                                                   | 1975-01-24                                       | Окончание существования                                                    | «Салют-3»                       | —                |

## Экспериментальное вооружение

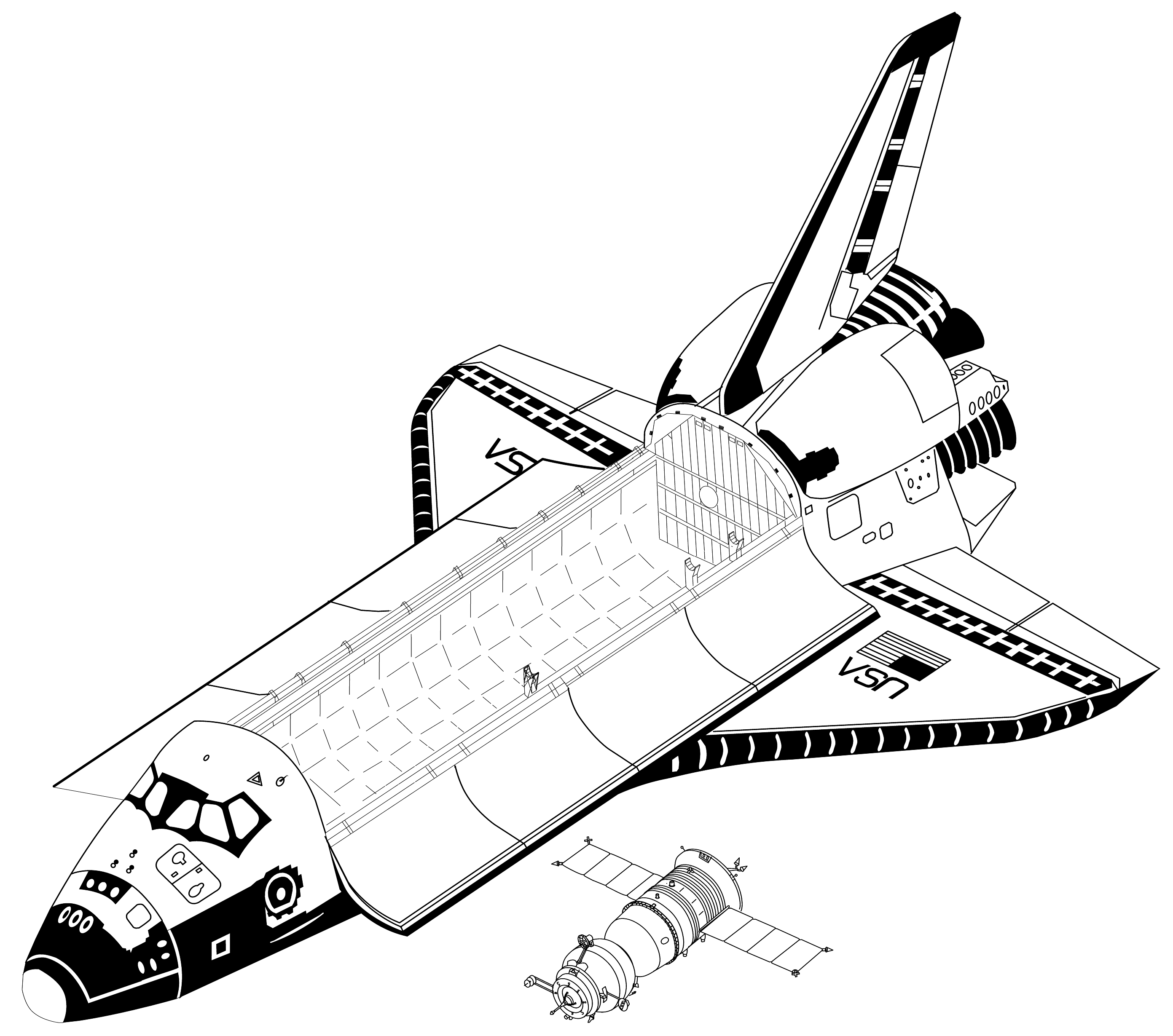
Американский многоразовый транспортный космический корабль «Спейс шаттл» и советский «Союз», в сравнении.

В начале 1970-х годов в США было объявлено о начале работ над многоразовым транспортным космическим кораблём «Спейс шаттл», орбитальная ступень которого имела грузовой отсек больших размеров и могла возвращать с орбиты на Землю космические аппараты большой массы. У руководителей советского военно-промышленного комплекса появились опасения, что одним из «военных» применений шаттлов станет инспекция и снятие действующих советских космических аппаратов с орбиты. Полученные разведкой параметры грузового отсека шаттлов были сопоставимы с габаритами «Алмаза», а о проекте американских фоторазведывательных спутников KH-9/KH-11 (их планировали выводить на орбиту с помощью челноков) в СССР стало известно только в 1978 году.
На станции «Салют-3» в экспериментальных целях была установлена неподвижная 14,5-мм автоматическая пушка 11В92-П, сконструированная в КБ Нудельмана на основе 23-мм авиационной пушки Р-23 и предназначенная для стрельбы в вакууме (система активной обороны «Щит-1»). Ствол пушки был направлен параллельно продольной оси к «корме» станции, наведение оружия на цель осуществлялось изменением ориентации самого космического аппарата. Испытания пушки прошли 24 января 1975 года. После того, как двигательная установка станции выдала тормозной импульс для схода ОПС с орбиты, космическая пушка сделала около 20 выстрелов. Снаряды вошли в плотные слои атмосферы раньше «Салюта-3».